# Campionati mondiali di lotta 2012
I campionati mondiali di lotta 2012 si sono svolti al Millennium Place di Strathcona County, nello Stato federato dell'Alberta, in Canada, dal 27 al 29 settembre 2012.  Tradizionalmente, i campionati mondiali di lotta non si svolgono negli anni olimpici, ma nel 2012 si è tenuto un campionato femminile perché le Olimpiadi estive 2012 includevano solo quattro delle sette classi di peso femminili della FILA.

## Nazioni partecipanti
Hanno preso parte alla competizioni 111 lottatrici in rappresentanza di 28 distinte nazioni.
- Azerbaigian (7)
- Bielorussia (7)
- Brasile (2)
- Bulgaria (2)
- Canada (7)
- Cina (7)
- Taipei cinese (2)
- Rep. Ceca (2)
- Estonia (1)
- Francia (2)

- Germania (3)
- Gran Bretagna (1)
- Grecia (2)
- India (7)
- Israele (1)
- Giappone (7)
- Kazakistan (7)
- Lettonia (1)
- Messico (1)
- Mongolia (7)

- Polonia (4)
- Romania (3)
- Russia (7)
- Slovacchia (1)
- Svezia (2)
- Turchia (4)
- Ucraina (7)
- Stati Uniti (7)

## Classifica squadre
| Class | Lotta libera femminile | Lotta libera femminile |
| Class | Nazione                | Punti                  |
| ----- | ---------------------- | ---------------------- |
| 1     | Cina                   | 54                     |
| 2     | Giappone               | 43                     |
| 3     | Stati Uniti            | 40                     |
| 4     | Canada                 | 35                     |
| 5     | Kazakistan             | 31                     |
| 6     | Bielorussia            | 28                     |
| 7     | India                  | 28                     |
| 8     | Azerbaigian            | 22                     |
| 9     | Ucraina                | 18                     |
| 10    | Russia                 | 16                     |

## Podi

### Lotta libera femminile
| Evento | Oro                              | Argento                     | Bronzo                                                  |
| 48 kg  | Vanesa Kaladzinskaya Bielorussia | Eri Tōsaka Giappone         | Li Xiamei CinaJaqueline Saskia Schellin Germania        |
| 51 kg  | Jessica MacDonald Canada         | Sun Yanan Cina              | Kumari Babita IndiaAlyssa Lampe Stati Uniti             |
| 55 kg  | Saori Yoshida Giappone           | Helen Maroulis Stati Uniti  | Geeta Geeta IndiaMaría Prevolaráki Grecia               |
| 59 kg  | Zhang Lan Cina                   | Zalina Sidakova Bielorussia | Munkhtuya Tungalag MongoliaOlga Butkevych Gran Bretagna |
| 63 kg  | Elena Pirozhkov Stati Uniti      | Taybe Yusein Bulgaria       | Justine Bouchard CanadaShelok Dolma Cina                |
| 67 kg  | Adeline Gray Stati Uniti         | Dorothy Yeats Canada        | Hong Yan CinaYoshiko Inoue Giappone                     |
| 72 kg  | Jenny Fransson Svezia            | Guzel Manyurova Kazakistan  | Vasilisa Marzaliuk BielorussiaXu Qing Cina              |

## Medagliere
| Pos.   | Paese         | Oro | Argento | Bronzo | Totale |
| ------ | ------------- | --- | ------- | ------ | ------ |
| 1      | Stati Uniti   | 2   | 1       | 1      | 4      |
| 2      | Cina          | 1   | 1       | 4      | 6      |
| 3      | Bielorussia   | 1   | 1       | 1      | 3      |
| 3      | Canada        | 1   | 1       | 1      | 3      |
| 3      | Giappone      | 1   | 1       | 1      | 3      |
| 6      | Svezia        | 1   | 0       | 0      | 1      |
| 7      | Bulgaria      | 0   | 1       | 0      | 1      |
| 7      | Kazakistan    | 0   | 1       | 0      | 1      |
| 9      | India         | 0   | 0       | 2      | 2      |
| 10     | Gran Bretagna | 0   | 0       | 1      | 1      |
| 10     | Germania      | 0   | 0       | 1      | 1      |
| 10     | Grecia        | 0   | 0       | 1      | 1      |
| 10     | Mongolia      | 0   | 0       | 1      | 1      |
| Totale | Totale        | 7   | 7       | 14     | 28     |